# Sabah as-Salim
Sabah as-Salim (arab. صباح السالم) – miasto w południowym Kuwejcie (muhafaza Mubarak-Al-Kabir); nad Zatoką Perską; 183, 3 tys. mieszkańców (2013). Drugie co do wielkości miasto kraju. Ośrodek przemysłu chemicznego (przetwórstwo ropy naftowej, nawozy sztuczne); odsalarnia wody morskiej.